# 内離島

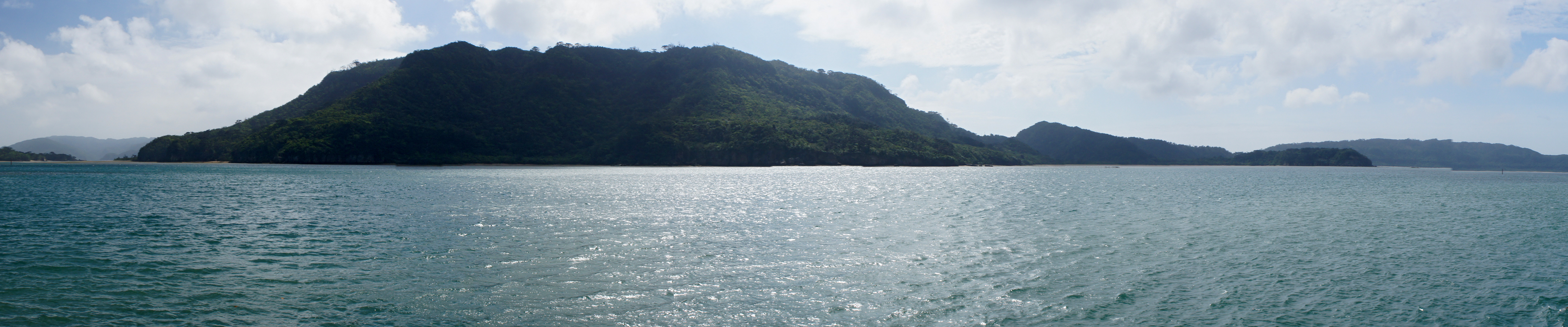
白浜港から望む内離島

内離島（うちばなりじま）は、八重山列島の西表島の西側に位置する島である。地元ではウチパナリ、ナーレーと呼ばれる。

## 地理
沖縄県八重山郡竹富町字西表の一部。西表島中西部の白浜港の西約600mにある。北西200mほどにあり同じ字西表の一部となっている外離島との間は遠浅で、小さな砂嘴が形成され、古くから対の島として認識されてきた。
面積は約2.10km²。北西-南東方向の距離が約2.7km、幅は1km。地質的には、大半が西表島の西部と同じ砂岩を主とした八重山層群である。海岸砂丘の発達した北側以外は海岸が急な崖となっており、避難港の船浮湾に面した南側は100m以上もの落差がある。東には西表島、西には外離島があり、その間はいずれも200mほどの遠浅の海である。
西表島の船浦とともにニッパヤシの北限地である。全島が西表石垣国立公園の第2種特別地域に指定されている。

## 歴史
東部海岸の砂丘には15-16世紀の成屋遺跡があり、八重山式土器や中国製の青磁・白磁・染付・褐釉陶器、貝匙、シャコガイ製の錘等が出土している。
嘉靖10年（1531年）には内離島と外離島の間にオランダ船が漂着し、慶来慶田城用緒の孫の用尊が船員を救助して犬2頭をもらったとされる。一説では、この船の乗員がマラリアに罹患していたために、八重山列島にマラリアが蔓延するようになったともいう。
古くから、干潮時には外離島との間を歩いて渡れることが知られていた。正保年間（1645年 - 1648年）には無人島だったが、雍正6年（1728年）に島内のイノシシが根絶されると耕作地として重要となり、雍正7年（1729年）に元成屋崎から入植者が移住して北部に成屋村が形成された。ナーレーという呼び名は成屋村に由来する。1873年（明治6年）の戸数は4戸、人口は13人であったが、この集落は1920年（大正9年）に廃絶した。
1886年（明治19年）から石炭を含む薄い地層があることから西表炭坑の一部として採炭事業が行なわれていた。石炭積込のために仮桟橋が設けられ、大型船の入港が続いた。内離島には西表島で最初の郵便局が開局し、人口密度が1km2あたり480人と八重山諸島で最大になるなど、非常な繁栄を見せた。しかし、昭和初期に宇多良炭坑が開発されると、採炭の中心は次第に西表島本島に移っていった。第二次世界大戦中には船浮湾一帯に船浮臨時要塞が建設され、内離島には要塞司令部が設けられて、カノン砲等が配備された。戦後、西表炭坑の一部では開発が再開されたが、内離島で採炭が再開されることはなかった。
島は1982年（昭和57年）に無人島となり、島の一部はウシの放牧場となった。
1985年（昭和60年）頃に、台湾人の資産家が内離島と外離島の土地のほとんどを約50万円で購入。夫婦で10年ほど生活し、ウシやイノシシの畜産を営んでいたという。しかし、この資産家夫妻は、2013年（平成25年）2月26日に台北市郊外・八里区の淡水河で水死体の状態で発見された。当時、資産家夫妻は島を売りに出しており、香港の企業と商談が進んでいたとされる。しかし、不動産登記と実態とが乖離しているため、その後の所有の状況は確認されていない。なお、2016年（平成28年）4月の西表石垣国立公園の公園計画書では、内離島と外離島の総面積を 341ha とし、そのうち国有地を 180ha、公有地を 9ha、私有地を 137ha、不明を 15ha としている。